# 明星ちかげ
明星 ちかげ（みょうじょう ちかげ）は、日本のAV女優。

## 略歴・人物
2007年にデビューした、女性らしい体型で巨乳の人妻系AV女優である。

## 出演作品

### アダルトビデオ
2007年
- 初撮り熟女（11月10日、ドリームステージエンタテインメント）
- 初撮り熟女（11月30日、ドリームステージエンタテインメント）
- 人妻羞恥 乳揉み調教（12月10日、リッチジャパン）

2008年
- 団地妻 この飢えた身体の疼き、主人には分からないわ… 濡れ乱れる秘密の午後（1月21日（レンタル） / 2009年1月16日（セル）、アテナ映像）
- 母の寝室 （1月25日、フラットコーポレーション）
- 人妻温泉 癒し系 21（2月16日（レンタル） / 3月28日（セル）、クリスタル映像）
- 人妻の園 （2月19日、MARIA）主演:伊東美里
- 初撮り熟女 （2月25日、ドリームステージエンタテインメント）
- ひみつの女性専用 覗き部屋 Vol.2 （2月25日、ガンム本舗）オムニバス作品
- 奥様欲情日記 奥さんのプリプリのお尻見てたらたまんないよ ダメッ八百屋さんのぶっといおナス入れないでぇ〜!（3月21日（レンタル） / 2009年3月20日（セル）、アテナ映像）
- 人妻穴奴隷 （3月25日、フラットコーポレーション）
- 人妻ナンパ 194 （4月4日、ディープス）オムニバス作品
- 巨乳訪問介護士 （4月17日、V&Rプロダクツ）
- みらくるナンパ! 清楚な奥様がマジ淫乱!! 成○学園編 （4月20日、ホットエンターテイメント）オムニバス作品
- 近親相姦 姉弟の絆 （4月26日、ルビー）
- 母と息子 禁断の淫ら汁 今日だけは私を好きにしていいのよ 義母の赤く熟れた秘部を見て息子は… （5月11日（レンタル） / 2009年5月18日（セル）、アテナ映像）
- 続 戦争悲話 緊縛陵辱姉妹 （5月22日、ヒビノ）
- 人妻を脅して騙して犯す!! 2 （6月27日、Nadeshiko）
- 人妻恥悦旅行 六十五 人妻コンパニオン接待調教編 （7月17日、グローリークエスト）
- 高橋浩一の人妻愛のエプロン オムライス編（7月24日、VIP）
- 素人四畳半生中出し 人妻 美子 31歳 レイプ願望ドM妻（7月31日、プラム）
- お母さんの授乳と手コキ（8月8日、AFRO FILM）…オムニバス作品
- 巨乳生保レディの肉体営業（9月15日、ネクストイレブン）
- 息子のアパートでイカされる義母 （9月20日、ネクストイレブン）
- 美熟女コレクション （10月13日、溜池ゴロー）
- 熟女のお口は癒らしい （10月15日、ネクストイレブン）
- 義母・中出し 童顔巨乳の母さんに筆下ろしをしてもらいました。（10月30日、センタービレッジ）
- 覗かれた人妻 （11月7日、マドンナ）
- 本当にイッてる指オナニー 3 （11月7日、オフィスケイズ）
- 真性若妻中出し 3 むっちり童顔巨乳発情 （11月17日、コマダム倶楽部）
- 人妻中出しナンパ 3 （11月20日、グローリークエスト）
- 中出し 若妻浮気願望 2 （12月4日、グローリークエスト）

2009年
- 匿名働く女性シリーズ ショートタイム 11 （1月16日、コマダム倶楽部）
- 熟女の乳房舐め （1月16日、オフィスケイズ）…オムニバス作品
- 超人気！ヤリまくり無制限の乱交温泉バスツアーに美人団地妻×10名と一緒にイキませんか!?（1月22日、SODクリエイト）
- 美人妻たちのセンズリ鑑賞 其の弐 （2月6日、オフィスケイズ）
- 開かない、便所 （2月19日、タカラ映像）
- 近所で見かけたふぞろいのお母さん 掃除洗濯風景のエロス編120分 （3月1日、ABC）
- セックスレス豊満巨乳人妻の我慢できない産婦人科検診（3月13日、カルマ）オムニバス作品
- 「悲しきイモ奴隷」 東北から来た派遣巨乳家政婦（3月19日、グローリークエスト）
- 超難関名門私立入学試験 ドスケベ親子面接 母編（4月4日、Hunter）オムニバス作品
- 働く人妻交尾 〜欲求不満な保険営業の人妻〜（4月2日、タカラ映像）
- お母さんとの情事 7 ～手コキ、フェラ、SEX編～（5月1日、AFRO FILM）
- 近親相姦【壱】 母子スワップ （5月7日、アイエナジー）
- まんぐり夫人 （5月22日、大洋図書）
- お母さんがするオナニー （6月12日、AFRO FILM）
- 巨乳な保健室の先生にボクは優しくお仕置きされたいの!（6月20日、スターパラダイス）
- ある日突然僕の家に美人ベビーシッターがやって来た!!（7月11日、ラハイナ東海）オムニバス作品
- 人妻熟女! 本当にあった 生保レディーの訪悶犯売 生中出し 3（7月25日、TMクリエイト）
- おばちゃん訪問販売員の肉体営業（8月15日、ネクストイレブン）
- Blue Film （10月1日、鶴亀ドラゴンズ）
- 欲求不満の若妻が［時間を止められる］魔法のキッチンタイマーを手に入れたら…（11月5日、Hunter）
- すけべぇ義父の嫁いぢり 32（11月13日、東京音光）
- 俗にいう、具合のイイ女。 04（12月18日、プレステージ）
- 即ハメ! 中出し熟女ナンパ 〜恵比寿編〜（12月19日、AROUND）
- 前妻の柔肌 （12月25日、マドンナ）

2010年
- 突然人妻が背後からパンツに手を突っ込んできて高速手コキ（1月16日、ラハイナ東海）オムニバス作品
- 旦那の知らない中出し肉欲実淑女撮り下ろし4時間 （1月22日、Nadeshiko）
- 美熟女だらけのものスゴいオナニー vol.2 （1月22日、セックスエージェント）
- 家事ママ妄想 プレイセレクション 2 （2月13日、ラハイナ東海）オムニバス作品
- 言いなり妻 （2月25日、マドンナ）
- 冷酷男爵 素人奥さま 文恵 生中出し （3月15日、プラム）
- 清楚な人妻の変態願望 （3月25日、アリーナ・エンターテインメント）
- 奉仕妻 5人のドM妻たち… （4月7日、桃太郎映像出版）
- 憧れの叔母さん  （4月30日、ドリームステージエンタテインメント）
- 出張マッサージで不覚にも感じてしまった奥様。 （5月13日、アロマ企画）
- 山の手 不倫妻 1 （6月7日、桃太郎映像出版）オムニバス作品
- 浴温泉で勃起チ○ポを見て興奮しちゃったお姉さん。 （6月18日、キャッツアイ）
- 裸の主婦 明星ちかげ（35） 練馬区在住（6月25日、プラネットプラス、監督:千摺源兵衛）
- 専属奥様 彼方まりあ 38歳 デビュー （7月1日、タカラ映像）主演:彼方まりあ
- 妻に与えられた罰 （7月16日、タカラ映像）
- 母さんの膝枕（8月5日、小林興業）
- 素人敏感人妻生中出し（8月31日、プラム） ※「鶯谷千景」名義
- つばめを貪る毒婦たち（11月18日、大洋図書）
- 人妻絶叫チンポ狂い5時間 2（11月26日、淫花帝国）

### オリジナルビデオ
- 彼女の母親 母親失格（2008年3月21日、メディア・アーツ）※R-15 レンタル版
- 近親相姦 魅了られる義母姉 祐理子とちかげの絆（2008年5月27日、ビーエムドットスリー）
- 人妻熟女（秘）劇場 貴方のいない昼下がりに…（2009年4月3日、竹書房）

### アダルトサイト
- 不倫日記 09 （舞ワイフ）
- 明星ちかげ （お母さん.com）
- NAKED NO.00038 下着・女体図鑑 vol.009 （ネイキッド）